# Almir Narayamoga
Pour les articles homonymes, voir Almir (prénom).
Almir Narayamoga Surui est le chef de la tribu Paiter-Suruí, un peuple indigène du Brésil, vivant dans l'État de Rondônia. Il se bat pour défendre la forêt amazonienne contre l'abattage illégal.

## Biographie
Almir Narayamoga Surui est né le 19 août 1974 à Lapetanha. Élu chef de son village en 1992, il a été le premier Suruí à aller à l'Université, à Goiana.
Il a découvert internet pendant ses études et en est revenu avec un ordinateur, en plus d'un diplôme, de biologie.
En 2007, à l'initiative de l'ONG Amazon Conservation Team, il se réfugie aux États-Unis, sa tête étant mise à prix pour 200.000 reais au Brésil. Il en profite pour rencontrer des dirigeants de Google et les convaincre de l'aider dans son combat pour la préservation de la forêt.
En 2008, il reçoit le prix Prix IGFM-2008 des droits de l’homme décerné par la section suisse de 
l'Internationale Gesellschaft für Menschenrechte (Société Internationale des Droits de l'Homme).
Il figure en 53e position dans les « 100 most creative people in business 2011 », liste publiée par Fast Company.
Il aurait mystérieusement disparu le 20 janvier 2020 lors d'un voyage en avion entre le Brésil et l'aéroport de Roissy. Cependant, en février 2020, on le retrouvait en tournée de sensibilisation à sa cause en Europe à l'occasion de laquelle il rencontrait notamment des députés français.
Victime de nombreuses menaces de mort depuis 2012, le chef Almir est protégé par plusieurs gardes du corps des forces spéciales de la police fédérale brésilienne.

## Combat
Initié par l'ONG Metareilá, le combat des Suruis contre la destruction de la forêt convoitée pour le bois, les minerais ou la place libérée pour les cultures ou le bétail leur a permis de sauvegarder une grande partie de leur territoire,,.
Le chef Almir est une figure de cette lutte qu'il a révolutionnée, en utilisant la technologie, et médiatisée, plaidant sa cause dans 27 pays.
Le partenariat avec Google Earth permet aujourd'hui une surveillance plus efficace du déboisement illégal,.
Un projet à long terme est mené, bénéficiant du soutien de l'association suisse Aquaverde, visant notamment à replanter un million d'arbres dans le cadre de son programme de soutien aux peuples autochtones dans la protection de la forêt amazonienne.
En 2015, il signe avec Corine Sombrun le livre Sauver la planète : Le message d'un chef indien d'Amazonie.
En mai 2019, Almir Narayamoga est invité au Palais Bourbon par l'ex-secrétaire d’État au numérique Mounir Mahjoubi. Lors de sa rencontre à l'Assemblée nationale, le chef indien Surui alerte alors des députés français sur les dangers de la déforestation « encore plus intenses » depuis l'arrivée au pouvoir au Brésil du président Bolsonaro en janvier 2019. Il affirme que « pour des raisons de culture du soja et d'élevage bovin, (Bolsonaro) menace de réduire les terres indigènes et de retirer toute possibilité de conservation des parcs nationaux et de préservation de la forêt. C'est un grand pas en arrière pour le Brésil. » Selon lui, Jair Bolsonaro « tient un discours de haine envers les peuples autochtones ». Il dénonce également la convoitise des industries, des trafiquants de bois et des exploitants miniers.

## Liens familiaux
Sa fille, Txai Surui, alors qu'elle finissait ses études de droit, à l'âge de 24 ans, a été invitée à prononcer un discours défendant la justice climatique à l'occasion de l'ouverture de la COP26 à Glasgow, ce qui lui a permis de rencontrer de nombreux ministres et autres décideurs de différents pays.